# Мрчић
Мрчић је насељено место града Ваљева у Колубарском округу. Према попису из 2022. било је 128 становника.

## Демографија
У насељу Мрчић живи 175 пунолетних становника, а просечна старост становништва износи 49,0 година (50,8 код мушкараца и 47,5 код жена). У насељу има 79 домаћинстава, а просечан број чланова по домаћинству је 2,43.
Ово насеље је великим делом насељено Србима (према попису из 2002. године), а у последња три пописа, примећен је пад у броју становника.
|  |

| Демографија | Демографија | Демографија |
| Година      | Становника  | Становника  |
| ----------- | ----------- | ----------- |
| 1948.       | 349         |             |
| 1953.       | 353         |             |
| 1961.       | 339         |             |
| 1971.       | 285         |             |
| 1981.       | 236         |             |
| 1991.       | 201         | 201         |
| 2002.       | 192         | 196         |

| Етнички састав према попису из 2002.‍ | Етнички састав према попису из 2002.‍ | Етнички састав према попису из 2002.‍ | Етнички састав према попису из 2002.‍ | Етнички састав према попису из 2002.‍ |
| ------------------------------------ | ------------------------------------ | ------------------------------------ | ------------------------------------ | ------------------------------------ |
|                                      |                                      |                                      |                                      |                                      |
| Срби                                 | Срби                                 |                                      | 189                                  | 98,43%                               |
| Словенци                             | Словенци                             |                                      | 1                                    | 0,52%                                |
| непознато                            | непознато                            |                                      | 1                                    | 0,52%                                |

| Година пописа     | 1948. | 1953. | 1961. | 1971. | 1981. | 1991. | 2002. |
| ----------------- | ----- | ----- | ----- | ----- | ----- | ----- | ----- |
| Број домаћинстава | 64    | 69    | 77    | 74    | 71    | 74    | 79    |

| Број чланова      | 1  | 2  | 3 | 4  | 5 | 6 | 7 | 8 | 9 | 10 и више | Просек |
| ----------------- | -- | -- | - | -- | - | - | - | - | - | --------- | ------ |
| Број домаћинстава | 22 | 29 | 9 | 12 | 5 | 2 | 0 | 0 | 0 | 0         | 2,43   |

| Пол    | Укупно | Неожењен/Неудата | Ожењен/Удата | Удовац/Удовица | Разведен/Разведена | Непознато |
| ------ | ------ | ---------------- | ------------ | -------------- | ------------------ | --------- |
| Мушки  | 84     | 21               | 53           | 7              | 3                  | 0         |
| Женски | 94     | 17               | 52           | 23             | 1                  | 1         |
| УКУПНО | 178    | 38               | 105          | 30             | 4                  | 1         |

| Пол    | Укупно                    | Пољопривреда, лов и шумарство | Рибарство                            | Вађење руде и камена | Прерађивачка индустрија       |
| ------ | ------------------------- | ----------------------------- | ------------------------------------ | -------------------- | ----------------------------- |
| Мушки  | 54                        | 30                            | 0                                    | 0                    | 8                             |
| Женски | 44                        | 24                            | 0                                    | 0                    | 4                             |
| УКУПНО | 98                        | 54                            | 0                                    | 0                    | 12                            |
| Пол    | Производња и снабдевање   | Грађевинарство                | Трговина                             | Хотели и ресторани   | Саобраћај, складиштење и везе |
| Мушки  | 1                         | 6                             | 0                                    | 3                    | 3                             |
| Женски | 0                         | 1                             | 3                                    | 2                    | 3                             |
| УКУПНО | 1                         | 7                             | 3                                    | 5                    | 6                             |
| Пол    | Финансијско посредовање   | Некретнине                    | Државна управа и одбрана             | Образовање           | Здравствени и социјални рад   |
| Мушки  | 0                         | 1                             | 0                                    | 1                    | 0                             |
| Женски | 0                         | 1                             | 0                                    | 2                    | 4                             |
| УКУПНО | 0                         | 2                             | 0                                    | 3                    | 4                             |
| Пол    | Остале услужне активности | Приватна домаћинства          | Екстериторијалне организације и тела | Непознато            | Непознато                     |
| Мушки  | 1                         | 0                             | 0                                    | 0                    | 0                             |
| Женски | 0                         | 0                             | 0                                    | 0                    | 0                             |
| УКУПНО | 1                         | 0                             | 0                                    | 0                    | 0                             |

## Галерија
- село Мрчић - панорама
- село Мрчић - панорама
- село Мрчић - панорама
- село Мрчић - панорама - река Бања
- село Мрчић - старо сеоско домаћинство
- село Мрчић - старо сеоско домаћинство
- село Мрчић - панорама
- село Мрчић - панорама
- село Мрчић - панорама
- село Мрчић - панорама
- село Мрчић - панорама